# Harrison Burrows
Harrison James Burrows (Peterborough, 12 gennaio 2002) è un calciatore inglese, difensore dello Sheffield Utd.

## Caratteristiche tecniche
È un terzino sinistro.

## Carriera
Burrows è cresciuto nel settore giovanile del Peterborough Utd, con cui ha firmato il primo contratto professionistico il 16 gennaio 2019. Ha debuttato in prima squadra il 13 agosto dello stesso anno nell'incontro di Football League Cup perso 1-0 contro l'Oxford Utd ed ha segnato il suo primo gol il 6 marzo 2021 nella trasferta persa 2-1 contro il Burton Albion.
In seguito alla promozione in Championship, il 14 agosto ha debuttato nel campionato cadetto inglese nell'incontro vinto 2-1 contro il Derby County. Nelle stagioni successive, con il club tornato in terza divisione, ha continuato a giocare con costanza diventando un perno nel centrocampo del club biancoblu, e nella seconda parte della stagione 2023-2024 è stato nominato nuovo capitano. Il 7 aprile 2024 ha segnato la doppietta decisiva per la conquista del Football League Trophy in finale contro il Wycombe ed a fine stagione è stato eletto miglior giocatore del campionato.
Il 27 luglio 2024 è stato acquistato a titolo definitivo dallo Sheffield Utd, con cui ha firmato un quadriennale.

## Statistiche

### Presenze e reti nei club
Statistiche aggiornate al 10 novembre 2024.
| Stagione        | Squadra          | Campionato      | Campionato | Campionato | Coppe nazionali | Coppe nazionali | Coppe nazionali | Coppe continentali | Coppe continentali | Coppe continentali | Altre coppe | Altre coppe | Altre coppe | Totale | Totale |
| Stagione        | Squadra          | Comp            | Pres       | Reti       | Comp            | Pres            | Reti            | Comp               | Pres               | Reti               | Comp        | Pres        | Reti        | Pres   | Reti   |
| --------------- | ---------------- | --------------- | ---------- | ---------- | --------------- | --------------- | --------------- | ------------------ | ------------------ | ------------------ | ----------- | ----------- | ----------- | ------ | ------ |
| 2019-2020       | Peterborough Utd | FL1             | 4          | 0          | FACup+CdL       | 2+1             | 0               | -                  | -                  | -                  | FLT         | 3           | 0           | 10     | 0      |
| 2020-2021       | Peterborough Utd | FL1             | 21         | 1          | FACup+CdL       | 0               | 0               | -                  | -                  | -                  | FLT         | 6           | 0           | 27     | 1      |
| 2021-2022       | Peterborough Utd | FLC             | 37         | 3          | FACup+CdL       | 2+1             | 0               | -                  | -                  | -                  | -           | -           | -           | 40     | 3      |
| 2022-2023       | Peterborough Utd | FL1             | 39+4       | 4          | FACup+CdL       | 3+0             | 0               | -                  | -                  | -                  | FLT         | 4           | 0           | 50     | 4      |
| 2023-2024       | Peterborough Utd | FL1             | 47         | 6          | FACup+CdL       | 4+2             | 1+0             | -                  | -                  | -                  | FLT         | 5           | 5           | 58     | 12     |
| 2024-2025       | Sheffield Utd    | FLC             | 13         | 2          | FACup+CdL       | 0+1             | 0               | -                  | -                  | -                  | -           | -           | -           | 14     | 2      |
| Totale carriera | Totale carriera  | Totale carriera | 161+4      | 16         |                 | 16              | 1               |                    | -                  | -                  |             | 18          | 5           | 199    | 22     |

## Palmarès

### Club

#### Competizioni nazionali
- Football League Trophy: 1

Peterborough Utd: 2023-2024

### Individuale
- Squadra dell'anno della Football League One: 1[10]

2023-2024
- Miglior giocatore della Football League One: 1[7]

2023-2024